# خوسيه سيلفا (لاعب كرة قاعدة)
خوسيه سيلفا (بالإسبانية: José Silva)‏ هو لاعب كرة قاعدة مكسيكي، ولد في 19 ديسمبر 1973 في تيخوانا في المكسيك.

## وصلات خارجية
- خوسيه سيلفا على موقع دوري كرة القاعدة الرئيسي (الإنجليزية)
- خوسيه سيلفا على موقعبيزبول رفرنس.كوم (الدوري الرئيسي) (الإنجليزية)